# كارلوس دياز (لاعب كرة قدم مواليد 1979)
كارلوس ريتشارد دياز (بالإسبانية: Carlos Richard Díaz) (4 فبراير 1979 بمونتفيدو في الأوروغواي - ) هو لاعب كرة قدم أوروغواني في مركزي الوسط والظهير. شارك مع منتخب الأوروغواي تحت 20 سنة لكرة القدم ومنتخب الأوروغواي لكرة القدم. أما مع النوادي، فقد لعب مع بنيارول وديفينسور سبورتينغ ورامبلا جونيورز ونادي راسينغ مونتيفيديو وبوسطن ريفر وTacuarembó F.C. ‏ وأتليتيكو بوكارامانغا.

## وصلات خارجية
- كارلوس ريتشارد دياز على موقع الاتحاد الدولي (مؤرشف)  (الإنجليزية)
- كارلوس ريتشارد دياز على موقع قاعدة بيانات كرة القدم.إي يو (الإنجليزية)
- كارلوس ريتشارد دياز على موقع ناشيونال فوتبول تيمز (الإنجليزية)
- كارلوس ريتشارد دياز على موقع Soccerway.com (الإنجليزية)
- كارلوس ريتشارد دياز على موقع عالم كرة القدم.نت (الإنجليزية)